# Леонов, Василий Антонович
Василий Антонович Леонов (11 [23] апреля 1889, город Воронеж, Российская империя — 4 сентября 1972) — белорусский советский учёный в области педиатрии. Один из основоположников педиатрии в Беларуси. Доктор медицинских наук (1924). Профессор (1924). Академик АН БССР (1941). Заслуженный деятель науки БССР (1939).

## Биография
Окончил Военно-медицинскую академию (1914). В 1914—1918 — военный врач, в 1918—1921 — клинический ординатор, затем ассистент детской клиники Воронежского университета. В 1921—1924 — профессор кафедры детских болезней Смоленского медицинского института. С 1924 году профессор, заведующий кафедрой детских болезней медицинского факультета Белорусского государственного университета, затем Минского медицинского института, в 1931—1940 годах — декан и заместитель директора Минского медицинского института, 1940—1947 — вице-президент АН БССР. Одновременно в 1941—1944 годах заведующий кафедрой Горьковского и Новосибирского медицинских институтов. С 1944 года снова заведующий кафедрой детских болезней Минского медицинского института, одновременно в 1957—1971 годах — заведующий Сектор геронтологии АН БССР. В 1947—1956 годах — член Президиума АН БССР. В 1946—1954 годах — депутат Верховного Совета БССР.
Скончался в Минске 4 сентября 1972 года. Похоронен на Восточном кладбище. Участок с захоронением расположен в почётном 26-м секторе.

## Научная и организационная деятельность
Один из основоположников педиатрии в Беларуси. Исследования посвящены условным рефлексом у детей, проницаемости стенок сосудов головного мозга, обогащению микроэлементами продуктов питания растительного и животного происхождения, эпидемического и туберкулезного менингита детей.
Основатель и первый руководитель Общества детских врачей БССР (1932—1972). Основатель и первый руководитель кафедры детских болезней медицинского факультета БГУ, затем Минского медицинского института (1924—1968). Основатель и первый декан факультета охраны материнства и детства Минского медицинского института (время 1931—1940). Основатель и первый заведующий Сектора геронтологии АН БССР (1958—1972).